# Сообцокова, Виктория Владимировна
Виктория Владимировна Сообцокова, в девичестве Лелека (укр. Вікторія Володимирівна Сообцокова (Лелека), родилась 7 марта 1973 в Днепропетровске) — советская и украинская баскетболистка, участница Олимпийских игр 1996 года. В 2007 году принесла первое в истории чемпионство Украины баскетбольному клубу «Днепр».

## Биография

### Клубная
В школу баскетбольного клуба «Сталь» Вика пришла в 1989 году, будучи ученицей 9-го класса. Она выступала в составе клуба в Первой лиге СССР, после распада Советского Союза фактически осталась без работы. В 1992 году после победы на молодёжном чемпионате Европы Виктория получила предложение из Болгарии, что расценила как возможность улучшить своё материальное положение. В Болгарии она играла за «Левски Тотел» из города София и «Этар» из Велико-Тырново. В 1995 году перед Олимпиадой в Атланте Вика вернулась домой, получив предложение от днепропетровской «Стали» и однокомнатную квартиру.
Потом год Виктория выступала в Донецке, однако материальное обеспечение игроков в клубе было очень плохим. После этого она уехала в запорожский клуб «Казачка», где, несмотря на успехи клуба в чемпионате Украины (иногда команда выигрывала с отрывом в 50 очков у противников), никто из игроков не мог принести пользу в еврокубках. Впрочем, отношение к баскетболисткам в клубе было очень хорошим. После этого Виктория оказалась во французской «Тулузе», где зачастую подвергалась критике со стороны главного тренера. Вскоре Виктория приехала в московское «Динамо», однако после снижения зарплаты четверым легионерам не смирилась с такими условиями и вернулась домой в Днепропетровск. В 2007 году Виктория принесла чемпионские лавры родному «Днепру» и получила приз лучшего форварда чемпионата. Вскоре Виктория завершила карьеру.

### В сборной
В составе молодёжной сборной СНГ Виктория стала чемпионкой Европы в 1992 году. В сборной Украины Виктория играла с 1996 по 2003 годы. Участница Олимпиады 1996 года (4-е место), в 4 матчах набрала 12 очков (из них восемь в полуфинале против Бразилии).

## Достижения

### Клубные
- Чемпионка Украины (2001, 2002, 2007)
- Чемпионка Болгарии (1993)
- Лучший форвард чемпионата Украины (2005, 2007)
- Лучший игрок чемпионата Болгарии (1993)

### В сборной
- Чемпионка Европы среди молодёжи (1992)
- Участница Олимпиады-1996 (4-е место).

### Статистика
- Виктория Сообцокова (Лелека) — олимпийская статистика на сайте Sports-Reference.com (англ.)

### Пресса
- Виктория Сообцокова: Болгары сразу предложили 500 долларов, а вернулась ради квартиры
- ЗОЛОТЫЕ КРАСАВИЦЫ ДНЕПРОПЕТРОВСКА
- Лелека — птах високого польоту (укр.)